# 袴田彩会
袴田 彩会（はかまだ あやえ、1990年12月10日 - ）は、日本のフリーアナウンサーである。東北放送（TBC）の元アナウンサーで芸能事務所アービングに所属する。身長は157cm。

## 来歴・人物
愛媛県今治市に生まれて静岡県静岡市で育ち、静岡県立静岡高等学校、青山学院大学文学部史学科日本史コースを卒業し、2013年4月にTBCへアナウンサーとして入社する。同期入社に薄井しお里、林田悟志がいる。
『ミスFLASH2012』に選出された元グラビアアイドルの葉加瀬マイは姉で、弟が1人いる。父と義兄（姉の夫）は医師で親族に開業医が多い。
学生時代にバレエ、ミュージカル、ダンス、バイオリンなどをたしなむ。
野球ファンで、嶋基宏選手が東北楽天ゴールデンイーグルス在籍は、休日もスコアブック片手に宮城球場へ赴いた。TBCでスポーツコーナーを担当し、2013年に楽天がリーグ初優勝して日本シリーズ初制覇するとビール掛けの宴で選手にインタビューした。
入社1年目に『FLASH』（光文社）や『週刊プレイボーイ』（集英社）の取材を受ける。
2018年3月末で東北放送を退社する、と3月28日にTwitterで公表し、4月16日からセント・フォース所属し、4月17日から『TBSニュースバード』でキャスターを務める。
2019年5月1日に『TBS NEWS』のキャスターを終えてセント・フォースを退社し、12月10日からワイエムエヌに所属する。
5月24日から姉の葉加瀬マイと共同で、YouTubeチャンネル「マイとアヤエの姉妹チャンネル」を始める。8月7日から里崎智也のYouTubeチャンネルでアシスタントを務め、高木豊のYouTubeチャンネルにもたびたび出演する。
2021年にスポーツナビのユーザー投票で「好きなスポーツアナウンサーランキング・女性編」で1位となる。担当番組はYouTubeの「Satozaki Channel」。
2022年1月30日に、姉の葉加瀬マイが所属するアービングに所属したことを発表した。
同年12月10日には、1st写真集『Another』が発売された。
2024年6月1日に、ZOZOマリンスタジアムにて行われたプロ野球セ・パ交流戦「千葉ロッテマリーンズ 対 阪神タイガース」の始球式に登板した。
2025年4月5日、自身のInstagramにて一般男性と結婚したことを報告した。

## 葉加瀬マイと姉妹共演
- 2014年3月27日 - TBCラジオ『あガline』[22]
- 2014年12月29日、2015年3月31日 - TBCテレビ『寝ラレナgirls』
- 2019年5月24日開始 - YouTubeチャンネル「マイとアヤエの姉妹チャンネル」

## 現在の担当番組
テレビ
- プロ野球ニュース 木曜MC（2023年 - 、フジテレビONE）
- 全力茨城！高校野球応援部（2024年4月 - 、J:COM茨城）

ラジオ
- オレたちゴチャ・まぜっ!〜集まれヤンヤン 立志篇〜（2023年1月 - 、MBSラジオ）

YouTube
- Satozaki Channel（2019年8月7日 - ）
- 袴田彩会の野球を語らナイト★（スポーツナビチャンネル、2021年12月10日 - ）

## 過去の担当番組

### 大学生時代
テレビ - 絶景温泉（BSフジ）

### 東北放送アナウンサー時代
テレビ
- サンドのぼんやり〜ぬTV「狩野英孝的女子アナの罰」（2013年8月6日）
- 寝ラレナgirls（2013年12月30日）(第2回、2014年5月7日)(第3回、2014年12月29日)(第4回、2015年3月31日)- 井戸端クイーンの前身番組、姉の葉加瀬マイとも共演。
- サンドの新春初売TV2014　(2014年1月1日)
- ふるさとのチカラ　～岩手・宮城・福島の地域産品が大集合～(2014年2月14日)
- せんだい通も知らない!? 徹底リサーチ ダケジャナイ仙台（2018年3月17日）- JNN東北5局ネット
- Nスタみやぎ（スポーツコーナー担当2013年9月 - ）
- TV○○TBC（番宣番組、レギュラー出演は2014年3月まで）
- TBCニュース（2013年 - 2018年3月）TBCアナウンサーとして最後の出演番組となった[23]。
- ウォッチン!みやぎ （月 - 水曜担当 2014年3月31日 - 2018年3月27日、木金もスポーツコーナー担当で出演することがあった。）
- サンドのぼんやり〜ぬTV（2015年5月30日 - 2018年3月31日） - 2代目アシスタント。
- 井戸端クイーン（2015年9月28日、2017年5月31日、2018年3月10日まで不定期放送）- あやえクイーン

ラジオ
- ロジャー大葉のラジオな気分（ラジオカー木曜日、2014年4月3日 - 2018年3月）
- TBCパワフルベースボール（ベンチリポート担当、2014年4月 - 2017年10月）
- モッチン韓国(2014年7月 - 2015年12月)
- 局名告知（オープニング、クロージングともに担当）

### フリーアナウンサー時代
テレビ
- TBSニュースバード キャスター（2018年4月17日 - 2019年5月1日、TBS NEWS）
- サンドのぼんやり〜ぬTV10周年SP あなたの願い叶えますSP（2018年10月24日、TBCテレビ）ぼんやり〜ぬファミリーとして番組卒業後初出演。
- 連続テレビ小説『おかえりモネ』」（2021年7月22日、NHK総合） - 板谷沙織（「あさキラッ」キャスター） 役[24]
- プロ野球ニュース水曜MC（2022年3月30日 - 、フジテレビONE）
- アップグレードゴルフ （2023年4月2日 - 2025年3月30日、テレビ東京）

ラジオ
- オレたちゴチャ・まぜっ!〜集まれヤンヤン〜（2019年4月21日 - 2020年4月19日、MBSラジオ）
- 袴田彩会の発見してしまいました!（2022年1月6日 - 2022年12月29日、ラジオ日本）
- 袴田彩会のSecret base（2023年2月2日 - 2024年3月28日、ラジオ日本）

WEBテレビ
- AbemaPrime（2020年4月9日、ABEMA）特集キャスター

## 書籍

### 写真集
- Another（2022年12月10日、ワニブックス）[25][26][27]